# Gougane Barra Forest Park
Gougane Barra Forest Park är en park i republiken Irland.   Den ligger i grevskapet Cork och provinsen Munster, i den sydvästra delen av landet, 270 km sydväst om huvudstaden Dublin. Gouganeharra Forest Park ligger 520 meter över havet.